# Högvålens kapell
Högvålens kapell är en kyrka i Tännäs-Ljusnedals församling i Härnösands stift. Kyrkan är belägen i Härjedalens kommun i Jämtlands län och ligger i vad som brukar betecknas som Sveriges högst belägna by, Högvålen.
Ett nytt kapell  invigdes 6 januari 2018.
Det tidigare kapellet var en träbyggnad där kyrkorummet utgjorde basen av en pyramidformad klockstapel. Kapellet invigdes den 8 september 1960. Detta revs 2017 på grund av fuktskador.